# Holna kiselina
Holna kiselina je žučna kiselina. Ona je bela kristalna supstanca nerastvorna u vodi (rastvorna je u alkoholu i sirćetnoj kiselini), sa tačkom topljenja od 200-201°C. Soli holne kiseline su holati. Holna kiselina, zajedno sa henodeoksiholnom kiselinom, je jedna od dve glavne žučne kiseline proizvedene u jetri, gde se sintetiše iz holesterola. Od dve glavne žučne kiseline, derivati holata sačinjavaju približno osamdeset procenata svih žučnih kiselina. Ti derivati se formiraju od holil-CoA, koji formira konjugate sa bilo glicinom, ili taurinom, dajući glikoholnu i tauroholnu kiselinu, respektivno.
Holna kiselina usporava holesterol-7-α-hidroksilazu (što je korak koji ograničava brzinu sinteze žučne kiseline), dok holesterol ima suprotni efekat. Iz tog razloga se henodeoksiholna kiselina, a ne holna kiselina, koristi u tretmanu kamena u žuči (usporavanje sinteze žučne kiseline bi u još većoj meri prezasitilo kamenje).
Holna i henodeoksiholna kiselina su najzastupljenije ljudske žučne kiseline. Neki drugi sisari sintetišu predominantno deoksiholnu kiselinu.

## Literatura
- Urich, Klaus (1994). Comparative animal biochemistry. Berlin: Springer-Verlag. ISBN 978-3-540-57420-0.
- Smith, Colleen; Lieberman, Michael; Marks, Dawn B.; Marks, Allan D. (2007). Marks' essential medical biochemistry. Hagerstwon, MD: Lippincott Williams & Wilkins. ISBN 978-0-7817-9340-7.